# Tagma (biología)

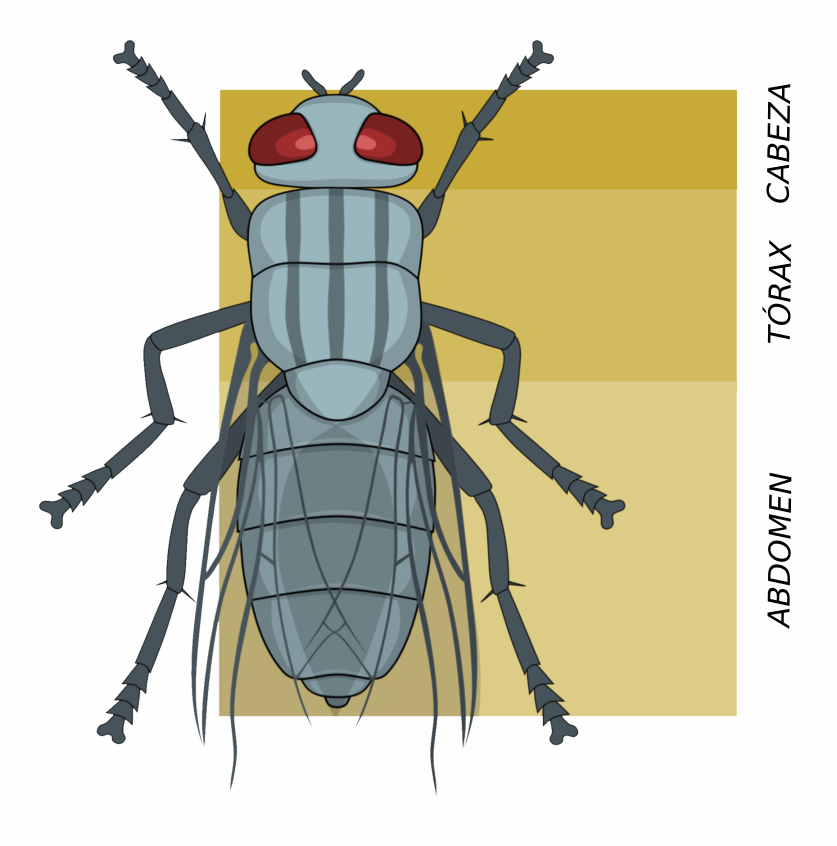
Tagmas o partes de un insecto

En artrópodos, la tagmatización es la diferenciación de regiones del cuerpo o tagmas, formados por series de metámeros o segmentos similares entre sí y diferenciados del resto. El concepto se corresponde con el de metamerización heterónoma y se opone al de metamerización homónoma, en la cual todos los metámeros y todos los apéndices son equivalentes.
La fusión de los metámeros de un tagma puede ser total, de modo que se pierde la segmentación externa. Los diferentes tagmas que forman el cuerpo de los artrópodos varían en su morfología y en su número, lo que a veces hace difícil la homologación de los tagmas en los diferentes grupos de artrópodos. Además, para cada grupo se suele usar una terminología particular para las regiones del cuerpo, y tagmas con el mismo nombre en diversos grupos (por ejemplo, cefalotórax) no son homólogos entre sí.

## Tagmas de los grandes grupos de artrópodos
- Trilobites. Cuerpo dividido en tres tagmas, céfalon y tronco; este, a su vez, puede dividirse en tórax y pigidio.

- Merostomados y Arácnidos. Cuerpo dividido en dos tagmas, prosoma y opistosoma; este, a su vez, puede dividirse en mesosoma y metasoma. El prosoma se denomina a veces cefalotórax, término desaconsejado ya que no es homólogo al cefalotórax de los crustáceos; lo mismo ocurre con el opistosoma, que se suele denominar abdomen.

- Picnogónidos. Cuerpo dividido en tres tagmas, céfalon, tórax (juntos forman el prosoma o tronco) y abdomen u opistosoma (muy reducido).

Trilobita
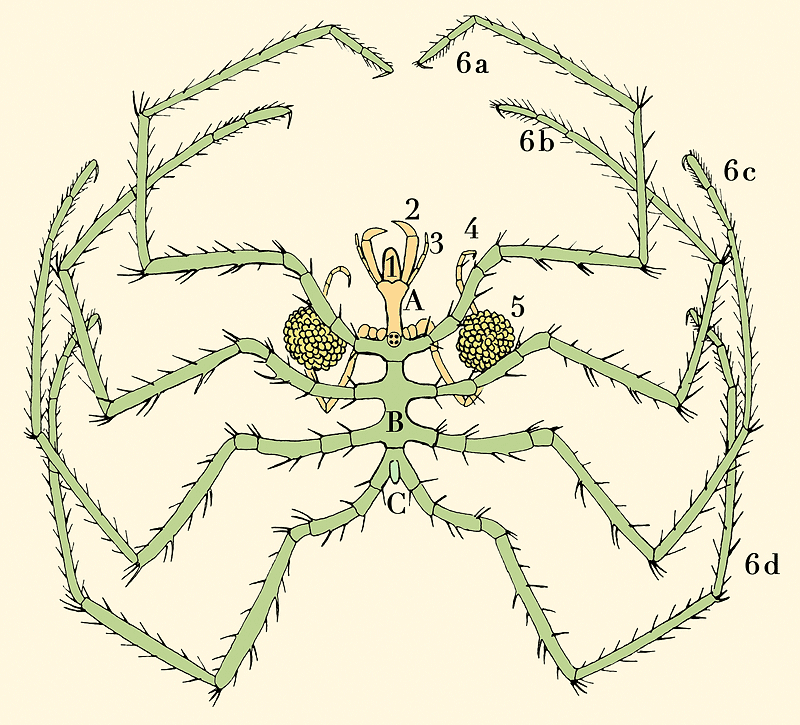
Pycnogonida (A: Céfalon; B: Tórax; C: Abdomen)
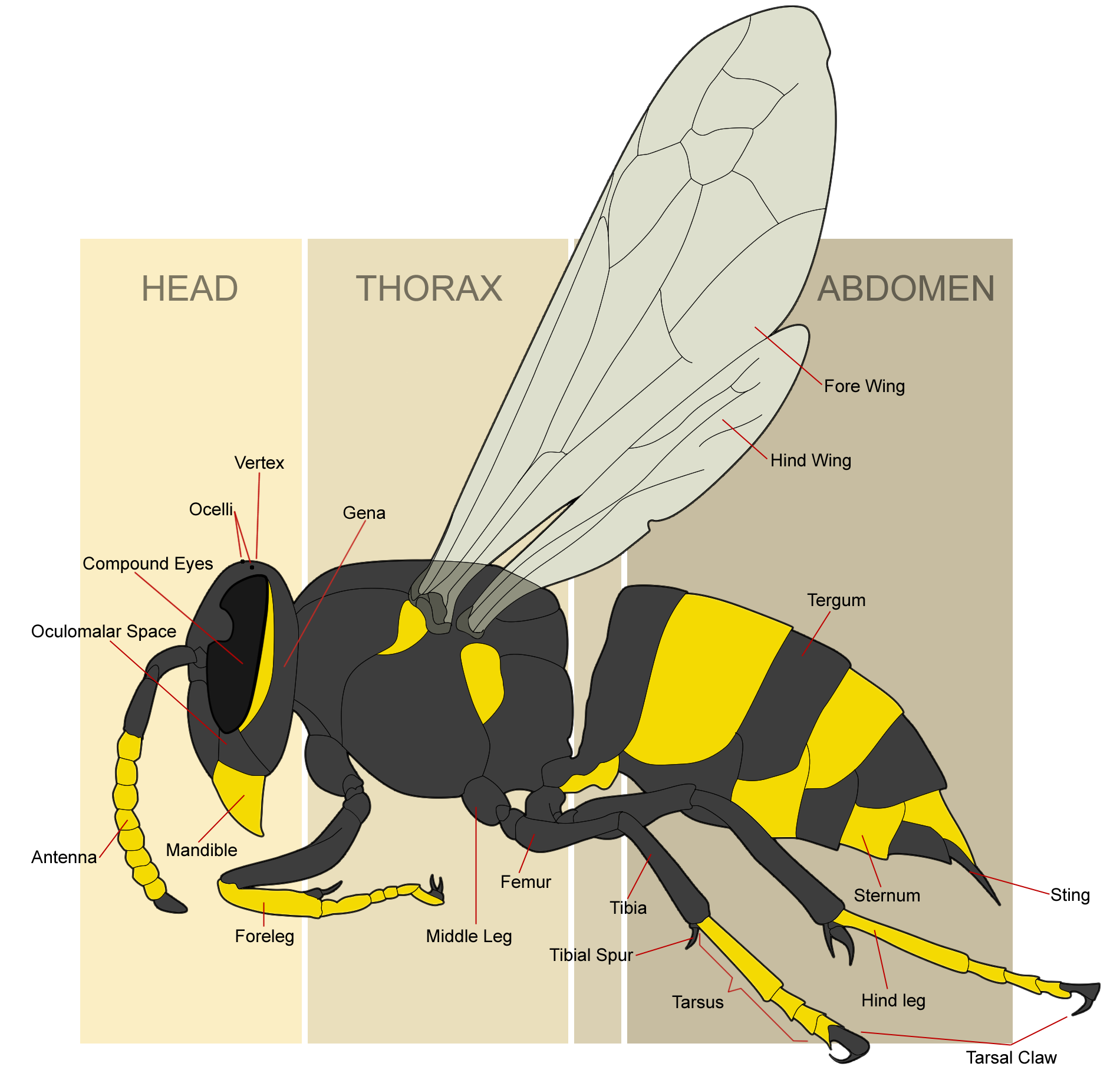
Insecto (cabeza, tórax y abdomen)

- Crustáceos. Cuerpo dividido en tres tagmas, céfalon o cabeza, tórax (pereion para los segmentos libres) y pleon o abdomen. En muchos grupos, céfalon y tórax se fusionan parcial o totalmente y se recubren de un caparazón duro, formando el cefalotórax.
- Miriápodos. Cuerpo dividido en dos tagmas, cabeza y tronco.
- Insectos. Cuerpo dividido en tres tagmas, cabeza, tórax y abdomen.